# Глинка, Владислав Михайлович
Владислав Михайлович Глинка (6 [19] февраля 1903, Старая Русса, Новгородская губерния — 25 февраля 1983, Ялта) — советский историк и писатель, Заслуженный работник культуры РСФСР (1964)

## Биография
Родился в семье врача сначала — земского, потом — военного. Отец его, Михаил Павлович, окончил Военно-медицинскую академию, мать — Надежда Сергеевна, урождённая Кривенко (1877—1956), — была дочерью известного литератора С. Н. Кривенко. Семья родителей не была богатой, жили на заработки отца. Собственный дом Михаил Павлович смог построить только после двенадцати лет непрерывной врачебной практики. После Революции 1917 года он вошёл в полковой Совет 178-го запасного пехотного полка, стоявшего в Старой Руссе. Был выдвинут в городское управление, которое и возглавил после выборов 3 марта.

…лучшим в себе (видя также немало и дурного) я обязан влиянию и примеру отца Михаила Павловича Глинки (1872—1939), гуманнейшего из людей, которых знал. Он был врачом идейного типа, шедшим в любой час суток на призыв больного, часто неся с собой не только лекарства и пищу, если мог предположить, что они нужны, но порой и деньги.
— В. М. Глинка, из письма Д. С. Лихачёву
В семье была традиция начинать карьеру с военной службы. Его прапрадед служил в драгунах, прадед в гвардейских сапёрах, дед на военном флоте, может, отсюда у Владислава Глинки всю жизнь была приверженность к военной истории. В 1919 году 16-летний В. Глинка уходит добровольцем в Красную Армию. После окончания войны уходит из армии в запас. В 1927 году Владислав Михайлович оканчивает юридический факультет Ленинградского университета, но работа юриста его не привлекает.
Глинка становится экскурсоводом, а затем и научным сотрудником в музеях. Вскоре поступил в Музей революции дежурным в экспозиционный зал, посвящённый декабристам. До войны был экскурсоводом, научным сотрудником в Гатчине, Петергофе, Царском Селе, Шереметьевском фонтанном доме, Русском музее. Не попав на фронт по болезни, Глинка всю блокаду проработал в Ленинграде, сначала санитаром в эвакогоспитале, затем хранителем коллекции музея Института русской литературы.
С 1944 года В. М. Глинка — главный хранитель эрмитажного Отдела истории русской культуры. Он проработал в Эрмитаже несколько десятилетий, много лет жил в здании Эрмитажного театра. В 1949 году вышла в свет его исследовательская книга «Пушкин и военная галерея Зимнего дворца».
Особенное место в исследовательской работе учёного занимают темы Отечественная войны 1812 года и декабристы. Для него эти пересекающиеся темы — гораздо больше, чем поле художественного, искусствоведческого и исторического поиска. Для него эти события — главные, определяющие, краеугольные для всего XIX века русской истории.
Обладая энциклопедической эрудицией в области обмундирования, вооружения и военных наград, он разработал комплексную методику атрибуции живописных изображений.

Приносят ему, например, предполагаемый портрет молодого декабриста-гвардейца, Глинка с нежностью глянет на юношу прадедовских времён и вздохнёт:
— Да, как приятно, декабрист-гвардеец; правда, шитья на воротнике нет, значит, не гвардеец, но ничего… Зато какой славный улан (уж не тот ли, кто обвенчался с Ольгой Лариной — «улан умел её пленить»); хороший мальчик, уланский корнет, одна звёздочка на эполете… Звёздочка, правда, была введена только в 1827 году, то есть через два года после восстания декабристов, — значит, этот молодец не был офицером в момент восстания. Конечно, бывало, что кое-кто из осужденных возвращал себе солдатскою службою на Кавказе офицерские чины, но эдак годам к 35—40. А ваш мальчик лет двадцати… да и причёска лермонтовская, такого зачёса в 1820—1830-х годах ещё не носили. Ах, жаль, пуговицы на портрете неразборчивы, а то бы мы определили и полк, и год.
Так что никак не получается декабрист — а вообще славный мальчик…
— Эйдельман Н. Глава 2. 4 октября 1737 года. // Твой восемнадцатый век. — М.: «Вагриус», 2006. — 352 с. — 5 000 экз. — ISBN 5-9697-0137-8.
В послевоенные годы упрочился авторитет В. М. Глинки как консультанта по историко-бытовым вопросам. Когда ставился спектакль или снималась картина, действие которых происходило в прошлом, приглашали В. М. Глинку. Он участвовал в постановках таких известных режиссёров, как Сергей Бондарчук, Георгий Товстоногов и других.
Широкую известность получили его исторические романы и повести для юношества, появлявшиеся в ленинградских журналах с конца 30-х годов, а затем вышедшие отдельными изданиями: «Бородино», «Судьба дворцового гренадёра», «Старосольская повесть» (1948), «Жизнь Лаврентия Серякова» (1959), «История унтера Иванова», «Повесть о Сергее Непейцыне» (1966), «Дорогой чести» (1970), а также капитальные труды «Русский военный костюм XVIII — начала XX века» (1988); «Военная галерея Зимнего дворца» (в соавторстве с А. В. Помарнацким; 3-е изд., 1981). Журналы осаждённого Ленинграда печатали его рассказы о подвигах русских солдат и офицеров, очерки о Кутузове, Суворове, Денисе Давыдове и других. В войну усыновил детей-сирот родного брата Сергея, погибшего на фронте в 1942 году, среди них был будущий известный писатель Михаил Сергеевич Глинка (1937—2022).
В течение четверти века писал воспоминания, в итоге составившие книгу «Воспоминание о блокаде», законченную в 1979 году. Не надеясь пройти цензуру, он не пытался издать её при жизни. Подготовил рукопись к изданию со своим предисловием и дополнительными комментариями. Книга вышла в 2012 году и несколько раз переиздавалась.
М. С. Глинка в соавторстве с Георгием Вилинбаховым и Михаилом Пиотровским издал в двух томах книгу «Хранитель», которая повествует о жизни и профессиональной деятельности его дяди, главного хранителя Отдела истории русской культуры Государственного Эрмитажа.
В январе 1999 года в Старой Руссе была открыта мемориальная доска В. М. Глинки на доме, где он родился.

## Награды и звания
- орден «Знак Почёта» (18.02.1983)
- медаль «За трудовое отличие» (17.05.1944)
- Заслуженный работник культуры РСФСР (1964)